# Хайуотер (тауншип, Миннесота)
Хайуотер (англ. Highwater) — тауншип в округе Коттонвуд, Миннесота, США. На 2000 год его население составило 169 человек.

## География
По данным Бюро переписи населения США площадь тауншипа составляет 93,7 км², из которых 93,1 км² занимает суша, а 0,6 км² — вода (0,64 %).

## Демография
По данным переписи населения 2000 года здесь находились 169 человек, 66 домохозяйств и 53 семьи. Плотность населения —  1,8 чел./км². На территории тауншипа расположено 74 постройки со средней плотностью 0,8 построек на один квадратный километр. Расовый состав населения: 100,00 % белых.
Из 66 домохозяйств в 30,3 % воспитывались дети до 18 лет, в 75,8 % проживали супружеские пары, в 1,5 % проживали незамужние женщины и в 18,2 % домохозяйств проживали несемейные люди. 15,2 % домохозяйств состояли из одного человека, при том 6,1 % из — одиноких пожилых людей старше 65 лет. Средний размер домохозяйства — 2,56, а семьи — 2,87 человека.
24,9 % населения — младше 18 лет, 7,1 % — в возрасте от 18 до 24 лет, 18,3 % — от 25 до 44, 35,5 % — от 45 до 64, и 14,2 % — старше 65 лет. Средний возраст — 44 года. На каждые 100 женщин приходилось 125,3 мужчин. На каждые 100 женщин старше 18 приходилось 111,7 мужчин.
Средний годовой доход домохозяйства составлял 45 625 долларов, а средний годовой доход семьи —  45 938 долларов. Средний доход мужчин —  21 705  долларов, в то время как у женщин — 26 111. Доход на душу населения составил 16 858 долларов. За чертой бедности находились 8,2 % семей и 10,7 % всего населения тауншипа, из которых 33,3 % младше 18 лет.